# ジェイテクトコラムシステム
株式会社ジェイテクトコラムシステム（英: JTEKT COLUMN SYSTEMS CORPORATION）は、日本の自動車部品の製造・販売メーカーである。本社を静岡県湖西市に置く。2023年3月31日までの旧社名は富士機工株式会社。富士機工時代の2017年以降からジェイテクトの傘下に置かれており、2023年4月1日付で現在の商号に商号変更している。略称・通称は「ジェイテクトコラム」「JCS」。
当項目では、富士機工時代についても述べる（以下本項では「富士機工時代」「旧・富士機工」）。

## 概要・歴史

### 富士機工時代
1944年11月、富士紡績を母体として富士兵器株式会社を設立。太平洋戦争の戦時中は豊川海軍工廠向けに砲弾等の兵器を製造していた事で知られている。
1945年10月に太平洋戦争終戦に依り、富士機工株式会社と社名変更。兵器から自動車部品の製造に切り替わり、それ以来ステアリングやパワートレイン、シート機構部品等、即ちステアリングコラム・シフター及び機関駆動部品・スライドレールやリクライナー等自動車部品の製造・販売を手掛けており、日産自動車向けを主体として、スズキや三菱等の他の自動車メーカーや、2000年代後半以降はトヨタ自動車向けの自動車部品も手掛けていた。

### ジェイテクト傘下・ブランド統一に依る社名変更
2000年代後半頃から、前述の様にトヨタの自動車部品も手掛ける様になった事から同時期からジェイテクトも旧・富士機工の主要取引先に加わっていたが、2017年10月から、旧・富士機工はジェイテクトの傘下となり、シート事業は同時期に分割・分社化されて設立されたタチエス傘下の新会社・株式会社TF-METALに移管した。
2022年4月、旧・富士機工含むジェイテクト傘下のグループ会社はブランド統一の一環として、社名に「ジェイテクト」と冠する社名に順次変更する事が報じられ、2023年4月1日付で現在の商号に社名変更した。

## 沿革
- 1944年（昭和19年）11月 - 富士兵器株式会社を創立[1]。本社・本店は東京都中央区に置かれていた。
- 1945年（昭和20年）10月 - 社名を富士機工株式会社に変更[1]。本社は静岡県湖西市、本店は東京都中央区。
- 1954年（昭和29年）4月 - 日産自動車株式会社と取引開始、自動車部品の製造開始。
- 1959年（昭和34年）7月 - 富士紡績株式会社本庄工場を買収し、全額出資して埼玉機工株式会社を設立。
- 1963年（昭和38年）3月 - 埼玉機工株式会社を合併し、当社本庄工場として発足。
- 1966年（昭和41年）3月 - 東京証券取引所第2部に上場[1]
- 1973年（昭和48年）2月 - 鈴木自動車工業株式会社（現・スズキ）と取引開始。
- 1996年（平成8年）9月 - 東京証券取引所第1部に指定替え[1]。
- 1999年（平成11年）10月 - 本店を東京都中央区から静岡県湖西市に移転。
- 2017年（平成29年）
  - 10月 - シート事業を株式会社TF-METALに会社分割し、同社の全株式をタチエスに売却[2][3][4]
  - 12月 - ジェイテクトが株式公開買付けにより、議決権所有割合ベースで95.01%の株式を取得[5]
- 2018年（平成30年）1月 - 上場廃止。株式売渡請求によりジェイテクトの完全子会社となる[6]
- 2023年（令和5年）4月 - 現商号に商号変更。

## 事業所
本社
- 静岡県湖西市鷲津2028

工場
- 新居工場 - 静岡県湖西市新居町内山1558
- 本庄工場 - 埼玉県本庄市いまい台2-7
- 富士機工オートテック東海 - 愛知県蒲郡市浜町26

## 関連会社

### 日本国内
- 富士機工オートテック東海

### 日本国外
- FJMEX（FUJIKIKO DE MEXICO S.A. DE C.V.）（メキシコ）
- フジキコウU.S.A.（アメリカ）
- ダグラスオートテック（アメリカ）
- フジオートテックA.B.（スウェーデン）
- P.T.オートテック インドネシア（インドネシア）
- フジコーヨー チェコ（チェコ）
- フジオートテック フランス（フランス）
- フジ・オートテック（タイランド）（タイ）
- 広州富士機工汽車部件有限公司（中国）

ほか